# هوگو یوهانسون
هوگو یوهانسون (انگلیسی: Hugo Johansson; ۱۶ ژوئن ۱۸۸۷ – ۲۳ فوریهٔ ۱۹۷۷) تیرانداز اهل سوئد بود.
وی در مسابقات کشوری و بین‌المللی در مجموع برندهٔ ۲ مدال طلا، ۳ مدال برنز شده‌است.